# Liste moldauischer Komponisten klassischer Musik
Diese Liste enthält bekannte moldauische Komponisten der klassischen Musik.
- Vladimir Beleaev (* 1955)
- Ghenadie Ciobanu (* 1957)
- Eugen Doga (1937–2025)
- Iulian Gogu (* 1966)
- Eduard Lasarew (1935–2008)
- Stepan Njaga (1900–1951)
- Oleg Palymski (* 1966)
- Zlata Tcaci (1928–2006)
- Teodor Zgureanu (1939–2024)